# Avatsjinskaja Sopka
Avatsjinskaja Sopka of Avatsja (Russisch: Авачинская сопка of Авача) is een actieve vulkaan in het zuidwesten van het schiereiland Kamtsjatka in het Russische Verre Oosten aan het uiteinde van het Oostelijk Gebergte tussen de rivieren Avatsja en Nalytsjeva. Aan de voet van de Avatsjinskaja Sopka ligt het bestuurlijk centrum van oblast Kamtsjatka Petropavlovsk-Kamtsjatski. Samen met de nabijgelegen vulkaan Korjakskaja Sopka (Korjakski) vormt hij een van de zestien Decade Volcanoes die zijn aangewezen door de IAVCEI in verband met zijn geschiedenis van grote uitbarstingen en de nabijgelegen bewoonde gebieden. De lager gelegen delen van de vulkaan zijn begroeid met Siberische Dwergdennen en goudberken.

## Geologische geschiedenis
De Avatsjinskaja Sopka ligt op de Pacifische Ring van Vuur, op een punt waar de Pacifische Plaat onder de Euraziatische Plaat duikt met een snelheid van ongeveer 80 millimeter per jaar. Een wig van mantelmateriaal ligt tussen de onderduikende Pacifische Plaat. De bovenliggende Euraziatische Plaat is de bron van dynamisch vulkanisme over het hele schiereiland Kamtsjatka.
De vulkaan is een van de actiefste van het schiereiland en begon met uitbarsten in het Midden- tot Late Pleistoceen. De Avatsjinskaja Sopka heeft een hoefijzervormige caldera met een diameter van 400 meter, die 30.000 tot 40.000 jaar geleden gevormd werd tijdens een enorme aardverschuiving die een gebied van 500 km² bedekte, over het gebied waar nu Petropavlovsk-Kamtsjatski ligt. De opbouw van een nieuwe kegel binnenin de caldera vond plaats tijdens twee grote uitbarstingen 18.000 en 7000 jaar geleden.

## Recente activiteit
De Avatsjinskaja Sopka is ten minste 17 keer uitgebarsten in de geschreven geschiedenis. De uitbarstingen waren meestal explosief, waarbij gloedwolken en lahars meestal naar het zuidwesten kwamen door de gebarsten caldera. De meest recente grote uitbarsting (VE-Index van 4) vond plaats in 1945 toen ongeveer 0,25 km³ magma werd uitgeworpen. In 1991 en 2001 waren er kleine uitbarstingen.
De vulkaan blijft veel aardbevingen ondervinden en er bestaan veel fumaroles in de buurt van de top. Bij metingen bleek dat de temperatuur van de gassen die worden uitgestoten bij deze fumaroles meer dan 400 °C bedraagt. Omdat de vulkaan zo dicht bij Petropavlovsk-Kamtsjatski ligt, werd deze samen met de Korjakskaja Sopka aangewezen als Decade vulcano in 1996 als onderdeel van het Internationaal Decennium voor de beperking van Natuurrampen van de Verenigde Naties.

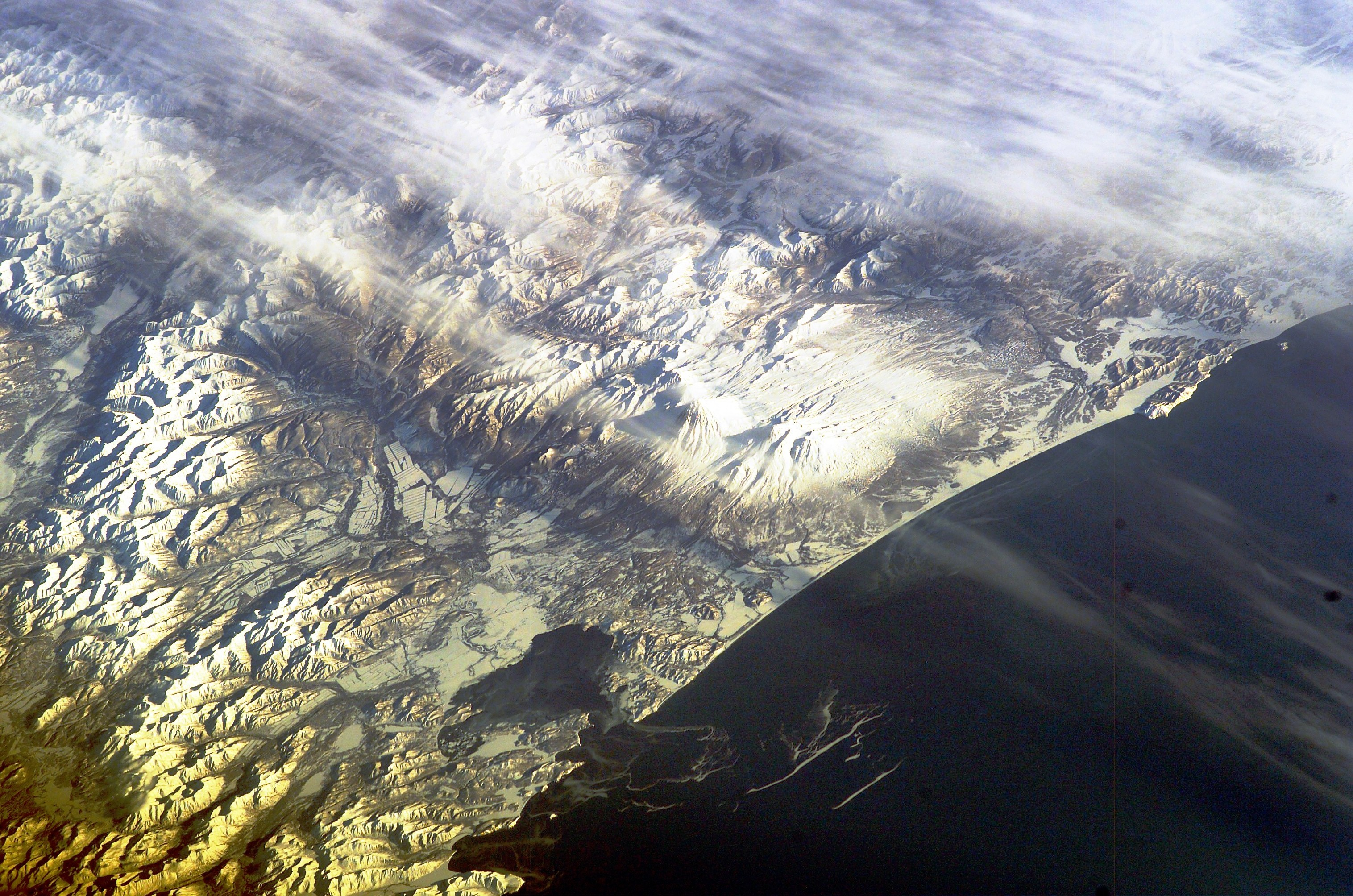
De Korjakskaja en Avatginskaja Sopka (dichtst bij de kust) vanaf het Internationaal ruimtestation
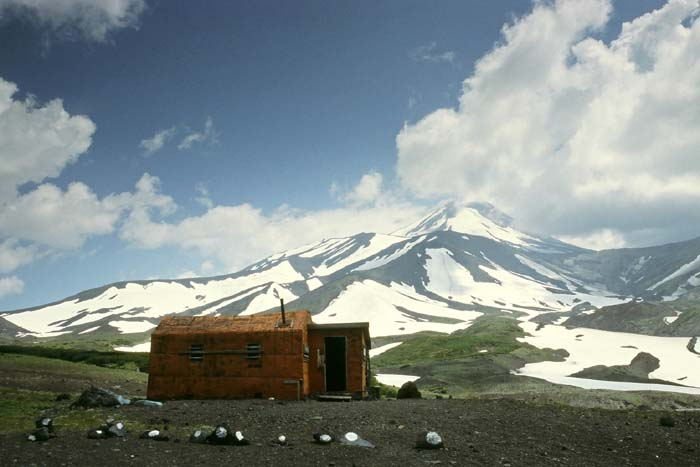
De Avatsjinskaja Sopka gezien vanaf het basiskamp
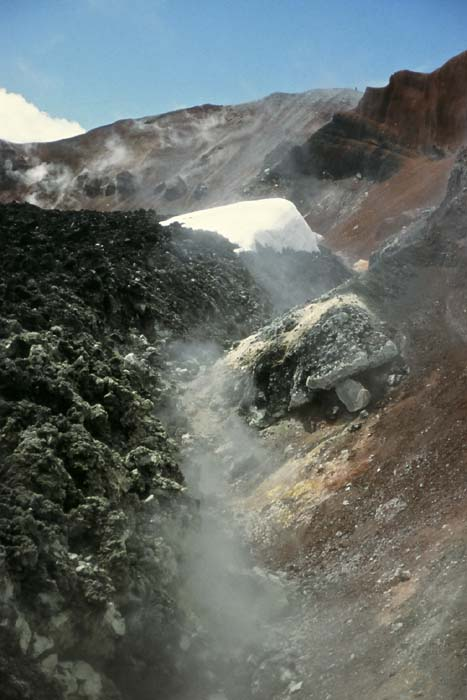
Top van de Avatsjinskaja Sopka
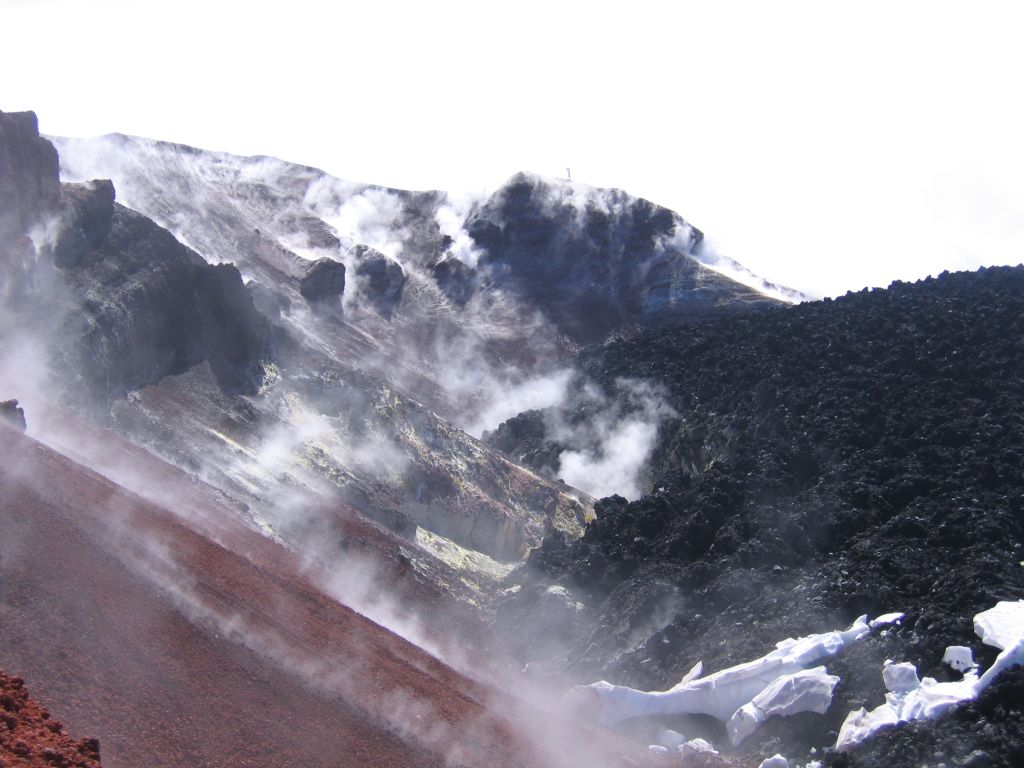
Krater van de vulkaan